# Leptochloa marquisensis
Leptochloa marquisensis là một loài thực vật có hoa trong họ Hòa thảo. Loài này được (F.Br.) P.M.Peterson & Judz. mô tả khoa học đầu tiên năm 1990.